# Уллман, Равив
Равив Уллман (ивр. רביב אולמן‎, англ. Raviv Ullman, родился 24 января 1986 года в Эйлате, Южный округ, Израиль), также снимающийся под псевдонимом Рики Уллман (англ. Ricky Ullman) — американский актёр и музыкант, наиболее известный по ролям Фила Диффи в сериале Disney Channel «Фил из будущего» и Кипа в ситкоме Lifetime «Рита отжигает».

## Карьера
Известен по роли Фила Диффи в сериале Фил из Будущего и в фильме «Идеальная проекция» на канале Disney. Участник программы HOBY. Карьеру начал с роли Людовика из пьесы «Я и король». В 2006 году создал группу «Webee Boys».

Рики Уиллман — это псевдоним, настоящее же имя звезды — Равив Уиллман. Он родился в Израиле в городе Эйлат. Когда ему исполнился год, его родители переехали в США и поселились в штате Коннектикут. Рики является не только актёром, он увлекается музыкой и записывает драматические новеллы.
Рики Уллман в совершенстве владеет древнееврейским языком и играет на ударных инструментах. В 2003 году он участвовал в молодёжной программе HOBY и был выбран одним из лидеров для участия в молодёжном конгрессе. Рикки закончил Fairfield Warde. На данный момент актёр проживает в Южной Калифорнии со своими друзьями и девушкой Зои.

Первой профессиональной ролью Уиллмана была роль Людовика в постановке «Я и король», где он играл вместе с Джесси Маккартни. Актёр также участвовал в различных постановках, таких как «The Music Man» и «Just People». В период с 1989 по 1999 годы номинировался на приз Ассоциации критиков Коннектикута как лучший актёр за роль Стенли в спектакле «A Rosen by Any Other Name». С тех пор Рики Уиллман, фотографии которого стали появляться в крупных журналах, начал обретать популярность среди зрителей.

## Активизм
Принимал участие в фотосессии для кампании NOH8 в поддержку легализации однополых браков в Калифорнии.

## Фильмография
| Год       |   | Русское название                      | Оригинальное название        | Роль              |
| --------- | - | ------------------------------------- | ---------------------------- | ----------------- |
| 1998      | ф | Перекрёстный огонь                    | Crossfire                    | Азиз              |
| 2000      | ф | Взросление Брейди                     | Growing Up Brady             | Крис Найт         |
| 2001      | ф | Парни с рассветного хребта            | The Boys of Sunset Ridge     | Джон Бёрроуз      |
| 2002      | с | Закон и порядок: Преступное намерение | Law & Order: Criminal Intent | первый мальчик    |
| 2002      | с | Направляющий свет                     | Guiding Light                | Джеки             |
| 2004      | ф | Идеальная проекция                    | Pixel Perfect                | Роско             |
| 2004      | с | Закон и порядок: Специальный корпус   | Law & Order: SVU             | Дэнни Спенсер     |
| 2004      | ф | В поисках Дэвида                      | Searching for David's Heart  | Сэм               |
| 2004—2006 | с | Фил из будущего                       | Phil of the Future           | Фил Диффи         |
| 2005      | с | Такая Рэйвен                          | That's So Raven              | Джейк             |
| 2006      | ф | Тот парень                            | That Guy                     | Логан             |
| 2006      | с | Большая любовь                        | Big Love                     | друг Донны        |
| 2006      | ф | Заплыв в жизнь                        | The Big Bad Swim             | Хантер Маккарти   |
| 2006      | ф | Дрифтвуд                              | Driftwood                    | Дэвид Форрестер   |
| 2006      | с | Доктор Хаус                           | House                        | Джереми           |
| 2007      | ф | Подростки как подростки               | Normal Adolescent Behavior   | Прайс             |
| 2007      | с | Детектив Раш                          | Cold Case                    | Фил Ди Прета      |
| 2008      | ф | Битва за выпускной                    | Prom Wars                    | Перси             |
| 2008      | с | Посредник                             | The Middleman                | Дерек             |
| 2008—2009 | с | Рита отжигает                         | Rita Rocks                   | Кип               |
| 2010      | ф | Как заняться любовью с женщиной       | How to Make Love to a Woman  | Скотт Коннерс     |
| 2011      | с | Поведение подозреваемого              | Suspect Behavior             | Бен               |
| 2012      | ф | Проблема с Кали                       | The Trouble with Cali        | Лоис              |
| 2013      | ф | Состязание                            | Contest                      | Рип               |
| 2015      | с | Брод Сити                             | Broad City                   | Реджиналд Каролла |
| 2018      | с | Незнакомцы                            | Strangers                    | Рори              |